# سفت‌کنه کوک
یکسودس کوکی (نام علمی: Ixodes cookei) نام یک گونه از راسته کنه است.